# Nicolaus Eurenius
Nicolaus Jacobius Eurenius, född 16 juli 1667, död 20 april 1714, var en svensk präst.

## Biografi
Nicolaus Eurenius föddes 1667. Han var son till kyrkoherden Jacob Eurenius i Nora församling och Magdalena Lundel. Eurenius studerade vid Härnösands gymnasium och blev 17 juni 1685 student vid Uppsala universitet. Han blev 1695 adjunkt hos superintendenten Julius Micrander i Säbrå församling och utnämndes samma år till komminister i Häggdångers församling. Eurenius utnämndes 1702 till kyrkoherde i Lövångers församling och tillträdde 1703. Han avled 1714 och begravdes med likpredikan av kyrkoherden Nils Grubb i Umeå landsförsamling.

### Familj
Eurenius gifte sig första gången med Anna Salin, dotter till kyrkoherden Olaus Salin i Lövångers församling och Barbro Stecksenia. Anna Salin var änka efter kaptenen Adam Gadd.
Han gifte sig andra gången med Margareta Forsman. Hon var änka efter borgaren Pehr Höjer i Umeå och gifte om sig efter Eurenius död med kyrkoherden Henrik Forbus i Nedertorneå församling.